# Thecla godmani
Thecla godmani är en fjärilsart som beskrevs av Goodson 1945. Thecla godmani ingår i släktet Thecla och familjen juvelvingar. Inga underarter finns listade i Catalogue of Life.